# 万石浦
万石浦（まんごくうら）は、宮城県の石巻市及び牡鹿郡女川町にまたがる内海である。牡鹿半島の付け根付近に当たり、南西側の渡波で石巻湾に通じている。面積は約7.4平方キロメートル。その名前は仙台藩の第二代藩主伊達忠宗が鹿狩にやってきた際に「ここを干拓すれば一万石の米が取れるだろう」と言ったことに由来するとされる。潮干狩りの名所であるほか、海苔やカキの養殖が盛んである。
絶滅危惧種であるアサクサノリやアマモ、オキシジミ（北限）、ウミニナの生息地として環境省の「日本の重要湿地500」に選定されており、また硯上山万石浦県立自然公園に含まれている。

## 歴史
古くは歌枕「奥の海」といわれ、小倉百人一首を撰定した藤原定家も「尋ね見るつらき心の奥の海よ汐干の潟のいふかひもなし」と詠った。
江戸時代には塩田が多くつくられ、入浜式の製塩が1960年（昭和35年）まで行なわれており、東名塩田（現：東松島市に位置）とともに県下の二大塩田と謳われた。また、仙台藩の約半分の量の塩が生産されていたため、藩の財政の一翼を担っていた。
塩田であると同時に万石浦は古くは水上交通路でもあり、大正時代には浦宿と渡波を結ぶ定期航路があった。これは、浦宿に住む個人が2隻の発動機船で始めたもので、渡波で馬車鉄道である牡鹿軌道と乗り継ぐことで、石巻方面との交通路になっていた。普段は1隻で1日当たり100人ほどを運んでいたという。1919年（大正8年）に女川湾で日本がドイツから戦利艦として獲得した潜水艦3隻が一般に公開された。この時、多くの見物客の利用によって定期船は1日で600円の収入を得るほどだった。しかし、牡鹿軌道を引き継いだ金華山軌道が路線を女川まで延伸すると、この万石浦の定期航路はなくなった。
2011年（平成23年）3月11日の東北地方太平洋沖地震による津波の影響は内海である万石浦でも養殖棚の多くが津波で流されたり、地盤沈下でカキ処理場が使用不能となるなど大きな被害を与えた。
2022年（令和4年）3月24日より、宮城県道240号石巻女川線に建設された浦宿橋が一般開放された。

## 万石浦の島々
- 石巻市所属
  - 瀬戸島
- 牡鹿郡女川町所属

万石浦の空中写真。
。2011年6月6日撮影の18枚を合成作成。

  - 津軽島 - 女川町安住の南0.3kmにある島で島内には津軽神社が祀られ、モチの大木がある[4]。
  - 黒島 - 面積0.03km2、標高32mの島で縄文時代から古墳時代にかけての遺物が出土した黒島貝塚がある[4]。